# Lauro Müller Futebol Clube
O Lauro Müller Futebol Clube é um clube brasileiro de futebol da cidade de Itajaí, no estado de Santa Catarina. Suas cores são preto e branco.
No ano de 1931, o clube participou do Campeonato Catarinense de Futebol de 1931 - Série A, ganhando seu primeiro título estadual.

## História
O Lauro Müller Futebol Clube era um clube de futebol da cidade de Itajaí no Estado de Santa Catarina, Brasil. O nome do clube foi uma homenagem ao itajaiense ex-governador do Estado Lauro Severiano Müller. O clube fechou seu departamento de futebol em 7 de março de 1951 quando uniu-se ao Clube Náutico Almirante Barroso.
Foi fundado em 24 de março de 1929 e manteve o departamento de futebol por mais de duas décadas. Suas cores eram o preto e branco e sua maior glória foi a conquista do Campeonato Catarinense de 1931. Seus torcedores eram chamados de "lauristas". Nas décadas de 1930 e 1940, o Lauro Müller tinha como arquirrival o Clube Náutico Marcílio Dias.
O Lauro Muller F.C. após mais de duas décadas jogando profissionalmente, em 1949 aceitou a união com o Clube Náutico Almirante Barroso. Foi aí que o Lauro Muller F.C. saiu de cena e entrou o Clube Náutico Almirante Barroso.
Time do Lauro Muller Campeão F.C. - 1931
Time do Lauro Muller F.C.- 1936
Em 1949 foi incorporado ao Almirante Barroso. Foi ressuscitado em 1951 e licenciado definitivamente em 1961.

## Títulos
| ESTADUAIS  | ESTADUAIS                  | ESTADUAIS  | ESTADUAIS   |
|            | Competição                 | Títulos    | Temporadas  |
|            | Campeonato Catarinense     | 1          | 1931        |
| MUNICIPAIS | MUNICIPAIS                 | MUNICIPAIS | MUNICIPAIS  |
|            | Competição                 | Títulos    | Temporadas  |
| Itajaí     | Campeonato Municipal - LID | 2          | 1954 e 1958 |
| ---------- | -------------------------- | ---------- | ----------- |

- 01 Vice Campeonato Municipal - LID: 1956